# 662 TCN
662 TCN là một năm trong lịch La Mã.